# ماسيمو كاتشاري
ماسيمو كاتشاري (بالإيطالية: Massimo Cacciari)‏ (النطق الإيطالي: [ˈmassimo katˈtʃaːri]؛ ولد في 5 يونيو 1944) هو فَيلسوف إيطالي وسياسي.

## السيرة الذاتية
وُلد في مدينة البندقية، تَخرج كاتشاري من جامعة بادوفا عام (1967) بالفلسفة، حيث حَصل على درجة الدكتوراه، وكتب أُطروحة عن «نقد الحكم» عمانوئيل كانط. في عام 1985، أصبح أستاذاً لعلم الجمال في «معهد الهندسة المعمارية في البندقية». وفي عام 2002، أسّس قسم الفَلسفة في جامعة فيتا-تحية «سان رافائيل» في ميلانو، حيث عُيّن عميداً للإدارة في عام 2005. ولديه العديد من الملاحظات الفلسفية والمقالات المنشورة التي تركزت على «التفكير السلبي» مستوحاة من المؤلفين مثل فريدريك نيتشه، ومارتن هايدغر ولودفيج فيتجنشتاين.
في الثمانينيات، عَمِل كاتشاري أيضاً مع المُلحّن الإيطالي للموسيقى الكلاسيكية/المعاصر الطليعي لويجي نونو. نونو، ناشط سياسي وموسيقاه تمثل ثورة ضد البَنيات الثقافيةالبرجوازية، وتعاون مع كاتشاري، الذي رتب كلمات فلسفية على مثل هذه الأعمال مع نونو، والإدخال/الإخراج، وأوبرا بروميتيو.
بعد انتماءه مع بوتر أوبيرايو في حِزب العُمال اليساري الراديكالي، انضم كاتشاري للحزب الإيطالي الشيوعي (PCI)، هذه المناصب التي تحمل اتصالاً ضئيلاً لاهتماماته الفَلسفية. في السبعينيات كان مسؤولاً عن السياسة الصّناعية للقسم فينيتو PCI، وفي عام 1976، انتخب في «النواب الإيطالي»، حيث كان عضوا في اللجنة البرلمانية للصناعة (1976-1983).
وبعد وفاة إنريكو برلينغوير (1984)، ترك كاتشاري «الحزب الشيوعي» وتحول إلى مواقع أكثر اعتدالاً، على الرّغم من أنه لم يترك ائتلاف يسار الوسط. وفي عام 1993 إنتُخب عمدة لمدينة البندقية، ودام منصبه حتى عام 2000. ثم تم طَرحه كزعيم التحالف الوطني مستقبلاً، في وقت لاحق أُطلق عليه «شجرة الزيتون»، ولكن هزيمته في انتخابات عام 2000 كحاكم لمنطقة فينيتو أضعف موقِفه. ومع ذلك، تحرك بشكل مفاجئ في عام 2005، ركض مرة أخرى لعمدة مدينة البندقية، وأنتخب بأغلبية ضئيلة ضد القاضي السابق فيليس كاسون، القاضي الذي اشتهر قبل سنوات ووجّه تهمة الإهمال الجنائي لكاتشاري الناجمة عن الحريق الذي شب في عام 1996 في دار الأوبرا في فينيس بالبندقية. في وقت لاحق أصبح كاتشاري عمدة وهو برئ من جميع التهم الموجهة إليه في هذه القضية.
كاتشاري من الملحدين.

## أعمال مختارة
- كريسس (1976)
- التّفكير والترشيد السلبي (1977)
- دالوو ستينهوف (1980)
- رموز للقانون (1985)
- الملاك اللازم (1986)
- البداية (1990)
- الهندسة المعمارية والعدمية: في فلسفة العمارة الحديثة (ترجمة ستيفن سارتاريلي) (1993)
- جيو-فلسفة أوروبا (1994)
- الأرخبيل (1997)
- الشيء الأخير (2004)
- الرموز الثلاثة (2007)
- أونبوليتيكال. مقالات في نقد الراديكالية السياسية الفكر (2009)
- صورة مزدوجة. سانت فرانسيس في دانتي وجيوتو (2012)
- قوة الفرامل (2013)
- متاهة فلسفية (2014)

## وصلات خارجية
- ماسيمو كاتشاري على موقع مونزينجر (الألمانية)
- ماسيمو كاتشاري على موقع ميوزك برينز (الإنجليزية)

- Interview with Massimo Cacciari: “‘I am many’, says Europe. We have to be capable of being many”, Barcelona Metropolis, 2010.